# Церетели, Григорий Филимонович
Григо́рий (Григо́л) Филимо́нович Церете́ли (груз. გრიგოლ წერეთელი; 12 [24] марта 1870 года, Санкт-Петербург — 1938(9?) год, Тбилиси, репрессирован) — российский и советский филолог-классик, видный папиролог, основатель классической филологии в Грузии. Член-корреспондент АН СССР (02.12.1917). Профессор Юрьевского (Тартуского), Петербургского и Тбилисского университетов, в двух последних заведовал кафедрами классической филологии.

## Биография
Родился в дворянской семье, отец — известный юрист Филимон Церетели. Окончил «филологическую гимназию» при Санкт-Петербургском филологическом институте и историко-филологический факультет Санкт-Петербургского университета (1893, с золотой медалью), оставлен по кафедре классической филологии для подготовки к профессорскому званию. Магистерская диссертация «Сокращения в греческих рукописях преимущественно по датированным рукописям СПб. и Москвы» (1896). В 1897(9?) году командирован с ученой целью за границу.
Как папиролог получил подготовку в Германии (1897(9?)—1902), где издал 2 т. документ. папирусов берлинского собрания (1900, 1904). За границей работал также на Синае, в Константинополе, на Афоне. По возвращении в 1902 году в Россию приват-доцент СПбУ. Читал лекции в Санкт-Петербурге и Берлине.
В 1904 году защитил магистерскую диссертацию в Юрьевском университете, со следующего года там же экстраординарный профессор. В 1914 защитил в там же докт. диссертацию «Новые комедии Менандра», был назначен ординарным профессором по кафедре греческой словесности. В том же году перевелся в Петербургский университет, где стал профессором и заведующим кафедрой классической филологии (до 1920 года). Среди его студентов был Осип Мандельштам. Осенью 1920 года переехал в Грузию.
В 1920—1937(8?) заведующий кафедрой классической филологии Тбилисского государственного университета, одновременно с 1923 по 1931 директор Научной библиотеки университета.
Г. Ф. Церетели был почётным членом Папирологического общества Германии и Берлинского археологического института.
Подвергался арестам в 1918(9?), 1931 и 1938 годах. Последний арест был произведен по доносу его соседа по коммунальной квартире в Ленинграде, обвинившего ученого в антисоветской деятельности, в то время как позже выяснилось, что мотивом доноса стала личная неприязнь [из устных воспоминаний членов семьи ].
В конце 1937 вместо него был арестован Г. В. Церетели, который едва не погиб, но был выпущен в начале 1938 года.
67-летний учёный с мировым именем был арестован в Тбилиси в январе (по другому источнику, в марте) 1938 года и, по одной из версий, 12 сентября 1938 был расстрелян. Точная дата гибели и обстоятельства неизвестны, на сайте «Век перевода» указано, что он погиб не ранее 24 марта. По другим данным, 31 марта 1939 года Военным трибуналом Закавказского военного округа был приговорен к 10 годам тюремного заключения, с апреля 1939 года содержался в Ортачальской тюрьме, умер на этапе, в эшелоне, осенью 1939 года, труп выбросили из вагона.
На его сестре Елене был с 1898 года женат Б. А. Тураев.

## Некоторые труды
- Житие иже во святых отца нашего Арсения Великого. — СПб университет. Зап. ист.-фил. ф-та. Ч.50. Вып.1. — 1899.
- Сокращения в греческих рукописях преимущественно по датированным рукописям СПб. и Москвы. С.-Петербург типография Императорской академии наук 1896 с.403 (2-е изд., исправленное и дополненное Таблицы СПб., типография Скороходова 1904).
- Berliner Griechische Urkunden. III, 5, Berlin, 1900.
- Berliner Griechische Urkunden. IV, 2, Berlin, 1904.
- Новые комедии Менандра, Юрьев, 1914.
- История греческой литературы. Образцы эпической и лирической поэзии. Тифлис: Изд-во ун-та, 1927.
- La Papyrologie Greque, en Russie. Chronique d’Egypte, XII, Bruxelles, 1931.
- Papyri Russischer und Georgisher Sammlungen. Herausg. von G. Zereteli. Bearb. von G. Zereteli, O. Kruger und P. Yernstedt. Ed. G. Zereteli. I—V, Tbilisi, 1925—1935; Amsterdam, 1966—1967.
- Der Koridethi-Kodex und seine griechischen Beischriften. Tbilisi, 1937.
- Статьи в «Журнале Министерства народного просвещения», «Записках Археологического Общества», «Archiv fur Papyrusforschung» и др.